# U-3044
U-3044 — немецкая «электролодка» типа XXI времён Второй мировой войны, построенная на верфи АГ Везер.

## История службы
Под названием U-3044 лодка 27 марта 1945 года была принята на службу в 4-й подводной флотилии как учебная лодка. В боевых действиях не участвовала. 5 мая 1945 года в рамках операции «Регенбоген» лодка была затоплена экипажем. Позднее поднята, разделана на металл.